# Little Shuswap Lake
Little Shuswap Lake är en sjö i Kanada.   Den ligger i provinsen British Columbia, i den södra delen av landet, 3 300 km väster om huvudstaden Ottawa. Little Shuswap Lake ligger 344 meter över havet. Arean är 18,0 kvadratkilometer. Den sträcker sig 5,8 kilometer i nord-sydlig riktning, och 7,0 kilometer i öst-västlig riktning.
Följande samhällen ligger vid Little Shuswap Lake:
- Chase (2 471 invånare)

I omgivningarna runt Little Shuswap Lake växer i huvudsak barrskog. Trakten runt Little Shuswap Lake är nära nog obefolkad, med mindre än två invånare per kvadratkilometer.